# Павло Цібере
Цібере Павло Петрович (чеськ. Pavel Cíbere, 5 травня 1910, Залужжя, Берег, Австро-Угорщина — 28 червня 1979, Мукачево, Закарпатська область, СРСР) — закарпатський правник, дипломат, політичний та культурний діяч русофільського напрямку прочехословацької орієнтації.

## Біографія
Походив з багатодітної селянської сім’ї. В Залужжі закінчив народну школу, потім в Мукачівську гімназію (1922–1930), правничий факультет Карлового університету (1930–1935) в Празі, де отримав науковий ступінь доктор права (1936).
Під час навчання в Празі вступив до соціал-демократичної партії і був активний в багатьох організацій закарпатських студентів, учасником пацифістичних і антифашистських конгресів у Празі, Парижі, Відні і Белграді.
Під час політичної кризи в Чехословаччині в 1938—1939 рр. Цібере виступав проти проугорської політики Андрія Бродія і Штефана Фенцика, але водночас протидіяв і проукраїнській політиці Августина Волошина. На противагу йому заснував Центральну руську народну раду (1938 р.), яка до розпаду Чехословаччини співпрацювала з чехословацькою владою.
Після окупації Франції гітлерівською Німеччиною Павел Цібере емігрував до Лондона, де президент Чехословаччини у вигнанні Едвард Бенеш призначив його членом Державної ради (уряду в екзилі). Цібере мав відповідати за питання, пов'язані з Підкарпатською Руссю.
Після нападу Гітлера на Радянський союз у 1941 році і після відновлення дипломатичних стосунків чехословацької влади в еміграції з Москвою, Павел Цібере був відправлений до Москви, щоб добитися звільнення з ГУЛАГу біженців з Карпатської України, які були затримані за незаконний перетин кордону (1939—1941) з тим, щоб використати їх при формуванні 1-ї Чехословацької бригади генерала Людвіка Свободи (1942).
В 1945 році Павло Цібере повернувся на батьківщину і влаштувався у новоутворений Ужгородський державний університет, але незабаром, у 1947 році, був заарештований як «британський шпигун» і три роки відбув у в'язниці Лефортово, після чого був відправлений у сибірські табори.
Звільнений у 1956 р. під час хрущовської «відлиги». Влаштувався викладачем англійської мови у Харківський університет, але вже за два тижні був звільнений як «ненадійний». Повернувся на Закарпаття, де працював викладачем середньої школи та жив випадковими заробітками.